# 스티븐스캥거루쥐
스티븐스캥거루쥐(Dipodomys stephensi)는 주머니생쥐과에 속하는 설치류의 일종이다. 미국 남부 캘리포니아의 토착종으로 리버사이드 군 서부에서 주로 발견된다. 학명과 일반명은 미국 동물학자 프랭크 스티븐스(Frank Stephens, 1849-1937)의 이름에서 유래했다.
스티븐스캥거루쥐의 자연 서식지는 식물이 간헐적으로 나 있는 온대 초원이다. 분포 지역 전역에 걸쳐 서식지가 파괴되거나 농경지로 전환되어, 미국 어류 및 야생동물관리국이 멸종위기종으로 분류하고 있다. 날쌘캥거루쥐와 같은 지역에서 서식하지만, 더 울창한 관목을 좋아하는 날쌘캥거루쥐와 달리 관목이 적고 자갈이 있는 땅을 더 좋아한다.